# Gettorf
Gettorf (dolnoniem. Cheddörp lub Geddörp; duń. Gettorp) – miejscowość i gmina w Niemczech, w kraju związkowym Szlezwik-Holsztyn, w powiecie Rendsburg-Eckernförde, siedziba urzędu Dänischer Wohld.

## Współpraca
- Marlow, Meklemburgia-Pomorze Przednie[1]